# Базанчатовский сельсовет
Базанчатовский сельсовет — упразднённое в 2008 году сельское поселение в составе Аскинского района. Объединен с сельским поселением Кшлау-Елгинский сельсовет. Деревня Базанчатово — административный центр, деревни Каюмово, Улу-Елга.
Почтовый индекс — 452888. Код ОКАТО — 80204807000.
Закон Республики Башкортостан от 19.11.2008 N 49-з «Об изменениях в административно-территориальном устройстве Республики Башкортостан в связи с объединением отдельных сельсоветов и передачей населённых пунктов», ст. 1 гласил:

Внести следующие изменения в административно-территориальное устройство Республики Башкортостан:

4) по Аскинскому району: Внести следующие изменения в административно-территориальное устройство Республики Башкортостан:

а) объединить Кшлау-Елгинский и Базанчатовский сельсоветы с сохранением наименования «Кшлау-Елгинский» с административным центром в деревне Кшлау-Елга.

Включить деревни Базанчатово, Каюмово, Улу-Елга Базанчатовского сельсовета в состав Кшлау-Елгинского сельсовета.

Утвердить границы Кшлау-Елгинского сельсовета согласно представленной схематической карте.

Исключить из учётных данных Базанчатовский сельсовет;

На 2008 год граничил с муниципальным образованием Кшлау-Елгинский сельсовет и с Пермской областью («Закон Республики Башкортостан от 17.12.2004 N 126-з (ред. от 19.11.2008) „О границах, статусе и административных центрах муниципальных образований в Республике Башкортостан“»).
Реки: Тульгуз.